# Фаткуллин, Хусаин Аглиуллович
Хусаин Аглюльевич Фаткуллин (21 ноября 1926, Кустанай, Казахская ССР — 24 сентября 1996, Уфа) — председатель исполкома городского Совета депутатов трудящихся г. Салават в 1963—1970 гг.
Организатор спортивной и физкультурно-оздоровительной работы в Башкортостане. Кандидат педагогических наук. Судья всесоюзной категории (1956), представлял общество «Буревестник». Первый в Башкортостане судья международной категории. Член Союза журналистов СССР.

## Образование
Окончил Свердловскую высшую партшколу.
Незаконченное высшее — четыре курса авиационного института.

## Биография
В 1944—1949 годы — тренер Уфимского спортклуба им. Н.Гастелло.
С 1950 года — заведующий военно-физкультурного отделения Черниковского горкома ВЛКСМ.
С 1951 года — председатель Черниковского горспорткомитета, Стерлитамакского областного комитета по физкультуре и спорту.
С 1953 года — заместитель министра здравоохранения БАССР.
В 1954—1957 годы — председатель Комитета по делам физкультуры и спорта при Совете Министров БАССР.
В 1956—1965 годы — председатель Федерации тяжелой атлетики БАССР.
В 1963—1970 годах — председатель Салаватского горисполкома. В те же годы стал одним из инициаторов всесоюзного похода-конкурса городов здоровья и спорта.
В 1970-е годы, работая секретарем Башкирского облсовпрофа, Фаткуллин взялся за организацию системы государственного планирования физкультуры и спорта в автономной республике. Провел закон о спорте: 27 декабря 1970 года сессия Верховного Совета Башкирии приняла Закон «О государственном пятилетнем плане развития народного хозяйства Башкирской АССР на 1971—1975 годы»

## Награды
Орден Дружбы народов (ГДР, 1975 год), медаль «За трудовую доблесть».